# Michal Hlaváček (teolog)
Michal Hlaváček (17. července 1803 Skalica – 18. prosince 1885 Levoča) byl evangelický kněz, teolog, pedagog a slovenský národní buditel.

## Život
V letech 1818 až 1827 studoval evangelické lyceum v Bratislavě. V letech 1827 až 1829 studoval v Bratislavě práva. V letech 1829 až 1830 studoval v Halle teologii. Matematiku a fyziku studoval v Göttingeně ( 1830). V letech 1830 až 1832 dělal kaplana v Bratislavě a předsedu tamní Společnosti česko–slovanské. V letech 1832 až 1854 byl profesorem na lyceu v Levoči, kde založil Ústav řeči a literatury česko–slovenské; jeho studenti psali v bibličtině, tj. dle pravopisu Bible kralické; v roce 1840 byl s jeho podporou vydán studentský almanach Jitřenka. V letech 1854 až 1874 působil jako profesor a děkan na teologickém kolegiu v Prešově.